# 菅沼定易
菅沼 定易（すがぬま さだやす）は、江戸時代前期から中期にかけての交代寄合。三河国新城領2代領主。

## 経歴
菅沼定実の子として生まれる。元禄4年（1691年）12月5日に遺跡を継ぐ。元禄12年（1699年）4月22日、川窪傳左衛門が発狂した際にはその身柄を預かった。元文元年（1736年）4月27日に致仕。元文4年（1739年）7月6日、72歳で死去。

## 系譜
- 父：菅沼定実
- 正室：松平忠継の娘
- 長男：菅沼定用
- 次男：菅沼定由 - 菅沼定辰の養子